# تپه قلات سوری
تپه قلات سوری مربوط به هزاره سوم و ۱ قبل از میلاد است و در شهرستان اشنویه، بخش نالوس، دهستان اشنویه جنوبی، روستای زمه واقع شده و این اثر در تاریخ ۲۸ شهریور ۱۳۸۶ با شمارهٔ ثبت ۱۹۶۲۶ به‌عنوان یکی از آثار ملی ایران به ثبت رسیده است.